# Уинтер, Теренс
Те́ренс Уи́нтер (англ. Terence Winter, род. 2 октября 1960, в Бруклине, Нью-Йорк) — американский сценарист, продюсер сериалов и фильмов, обладатель премии «Эмми». Самой известной его работой является вышедший на канале HBO сериал «Клан Сопрано», для которого он написал в качестве сценариста или соавтора 25 серий.

## Биография
В 1984 году Теренс закончил Нью-Йоркский университет со степенью бакалавра искусств, дополнив своё образование юриспруденцией в англ. St. John's University School of Law (выпуск 1988-го).
Уинтер, наряду с Мартином Скорсезе, выступил исполнительным продюсером сериала «Подпольная империя» (HBO), по мотивам книги Нельсона Джонсона (англ. Nelson Johnson) «Подпольная империя: зарождение, процветание и коррупция Атлантик-Сити».
Также им написан сценарий фильма Скорсезе «Волк с Уолл-стрит» (2013) с Леонардо Ди Каприо в главной роли, за написание которого Уинтер был выдвинут на премии «Оскар» и «BAFTA».